# Kateřina Hejlová
Kateřina Hejlová, provdaná Šípková (* 29. února 1984, Litoměřice), je česká spisovatelka a překladatelka.

## Životopis
Kateřina Hejlová se narodila v Litoměřicích. Odmala miluje jazyky a literaturu, což ovlivnilo její výběr vysoké školy – je absolventkou Literární akademie Josefa Škvoreckého v Praze a zakládající členkou tvůrčí skupiny Hlava nehlava (z tvorby HN: Zuby nehty (2007) – povídka Poslední metro, Tisíc jizev (2008) – povídka Trojná bohyně, Ruce vzhůru (2009) – povídka Vražda v lodní kajutě, Nahoře bez…, a dole taky (2010) – povídka Vraž ho tam a Noční můry nespí (2011) – povídky Za zrcadlem a Aqua Mala.
Píše od dětství a na svém kontě má i několik překladů. Od roku 2006 do ledna 2011 žila v Irsku a poté dva a půl roku v Anglii. V říjnu 2013 se s manželem vrátila zpět do Čech, kde v prosinci porodila dceru Alžbětu. V současné době je na rodičovské dovolené a nadále se věnuje psaní.
Na přání nakladatele vydala pod pseudonymem Katty Joyce tři publikace: neautorizovanou biografii slavného hollywoodském páru Angelina Jolie & Brad Pitt: Společný příběh (Daranus, 2009). Román Zabijte je všechny! (XYZ, 2010) o událostech v africkém Kongu v roce 1978 – v malém hornickém městě Kolwezi byli katanžskými povstalci zajati a mučeni francouzští a belgičtí inženýři, pracující pro tamní těžařskou společnost, a jejich rodiny. A dále neautorizovaný životopis Hugh Laurie: Nespokojený melancholik (XYZ, 2010).
V září 2011 publikovala svou první knihu pod vlastním jménem – mrazivou novelu Fimbul (JaS) o zhoubné tříleté zimě Fimbul, která zahalí Prahu a zbytek Evropy bělostným hábitem. V ulicích, lidských tvářích i srdcích se usadil mráz. Mladý pár Eva a Petr, ve snaze vzkřísit lásku, která jako by zamrzala spolu s Vltavou, se vydávají do chaty v horách, kde prožili první intimní chvíle. Čím více se však propadají do moci přírody s celou její symbolikou, tím více si začínají uvědomovat, že zabloudili. Ztrácí se v čase i prostoru a jejich putování za láskou se mění v boj o přežití.
V roce 2014 vydala humorné, částečně autobiografické, vzpomínky Fucking, loving Ireland: Až vyrostu, chci být Ir! (JaS) a povídku Kafe o páté ve sborníku Kafe v pět.

### Romány a novely
- Fucking loving Ireland (Až vyrostu, chci být Ir!) (JaS, 2014)
- Fimbul (JaS, 2011)

### Povídky
- Kafé v pět (Pan Nakladatel, 2014) – povídka Kafe o páté
- Noční můry nespí (XYZ, 2011) – povídky Za zrcadlem a Aqua Mala
- Nahoře bez…, a dole taky (XYZ, 2010) – povídka Zasuň to tam
- Ruce vzhůru (Knižní klub, 2009) – povídka Vražda v lodní kajutě
- Tisíc jizev (Albatros, 2008) – povídka Trojná bohyně
- Zuby nehty (Albatros, 2007) – povídka Poslední metro

### Překlady
- Bram Stoker: Klenot sedmi hvězd (v publikaci "2 x Mistři klasického hororu", Čas, 2015)
- Roger Zelazny: Tvorové světla a temnoty (společně s Michaelem Broncem, Straky na vrbě, 2011)
- Allison Pearson: Myslím, že tě miluju (XYZ, 2011)
- Ann Brashares: Poslední léto (XYZ, 2011)

### Pod pseudonymemKatty Joyce
- Hugh Laurie: Nespokojený melancholik (XYZ, 2010)
- Zabijte je všechny! (XYZ, 2010)
- Angelina Jolie & Brad Pitt: Společný příběh (Daranus, 2009)